# Chrám svatého Mikuláše (Izky)
Dřevěný chrám svatého Mikuláše (ukrajinsky:Церква Святого Миколи Чудотворця) se zvonicí se nachází v obci Izky v okrese Chust v Zakarpatské Ukrajině. Náleží do skupiny kostelů  tzv. verchovynského baroka. Je památkou architektury 18. století pod evidenčním číslem 21-224-0005.

## Chrám
V roce 1751 v obci Izky stály tři kostely a Mikulášský byl opravován, takže mohl být postaven na začátku 18. století nebo dříve, podle dendrochronologie z roku 1767. Výsledky průzkumu naznačují, že kostel byl postaven v 17. století, ze kterého se dochovaly stěny centrálního srubu, spodní a vrchní věnce stavby a další stopy po přestavbách.
Původní dřevěný chrám byl postaven se třemi věžičkami ze smrkového dřeva v bojkovském stylu. V roce 1798 byl přestavěn do barokní podoby. Na centrální širokou část byla položena nová sedlová střecha. K centrální části přilehlá z východní strany úzké kněžiště a ze západní úzký babinec. K západní stěně babince je připojena na šesti vyřezávaných sloupech otevřená dvouřadá galerie. Nad babincem se tyčí na čtvercovém půdorysu hranolová věž zvonice, která je zakončena cibulovou plechovou bání s lucernou ukončenou opět cibulovou bání. Věž je členěna římsou na dvě části, v horní jsou umístěny na všech čtyřech stranách ciferníky věžních hodin. Pod přesahující šindelovou střechou kostela vznikl arkádový ochoz. Smrkové stěny jsou pobity šindelem. 
V interiéru se dochovala ikona tzv. Zakarpatské Madony z 16. století a ikonostas z 18. století.

## Zvonice
Zvonice pochází z 18. století. Vzhledově má odlišný výraz, ale patří do skupiny hornotiských štenýřových zvonic jako je zvonice v obci Heten a Četfalva.
Z dubového trámového roštu vyrůstá štenýřový hranol o čtyřech rohových štenýřích, doplněný čtyřmi mezilehlými a jedním středovým štenýřem. Půdorys je čtvercový. Konstrukce je zpevněna důkladným zavětrováním. Na přesahujících částech trámového roštu jsou vztyčeny opěrné sloupky, na kterých je šikmá spodní obvodová střecha. Věž je zakončena zvonovým patrem s okny s okenicemi a ukončena s jehlanovou střechou. Zvonice je bedněná v dolní části střechy jsou plechové, boky věže jsou pokryté dubovým šindelem. 
Zavěšené zvony byly odlity českou zvonařskou firmou Manoušek a spol. Zvony se nazývají: svatý Ivan, svatý Jiří a svatý Mikuláš. který je zdoben reliéfem svatého Mikuláše.

## Galerie

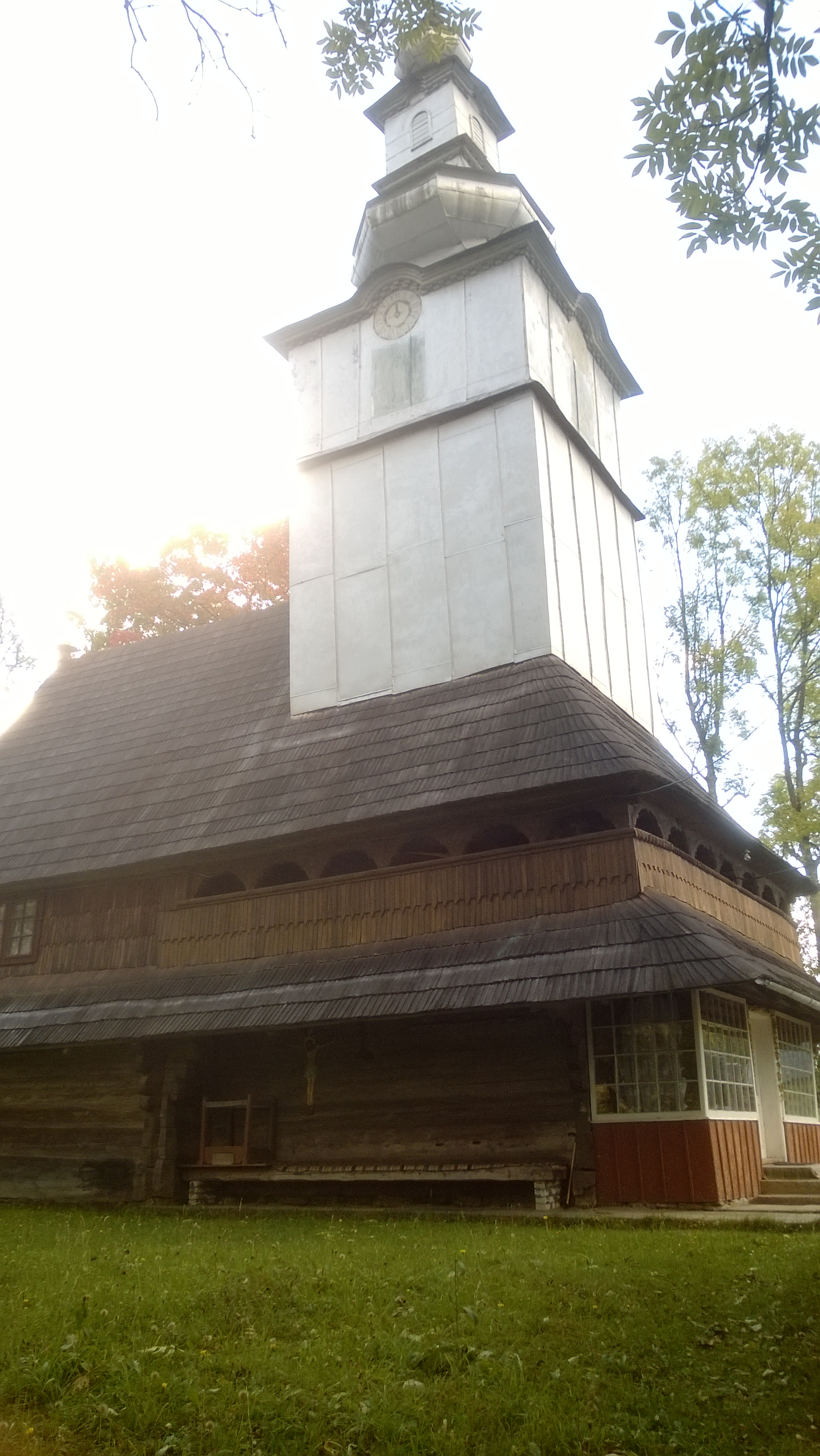
Věž kostela nad babincem
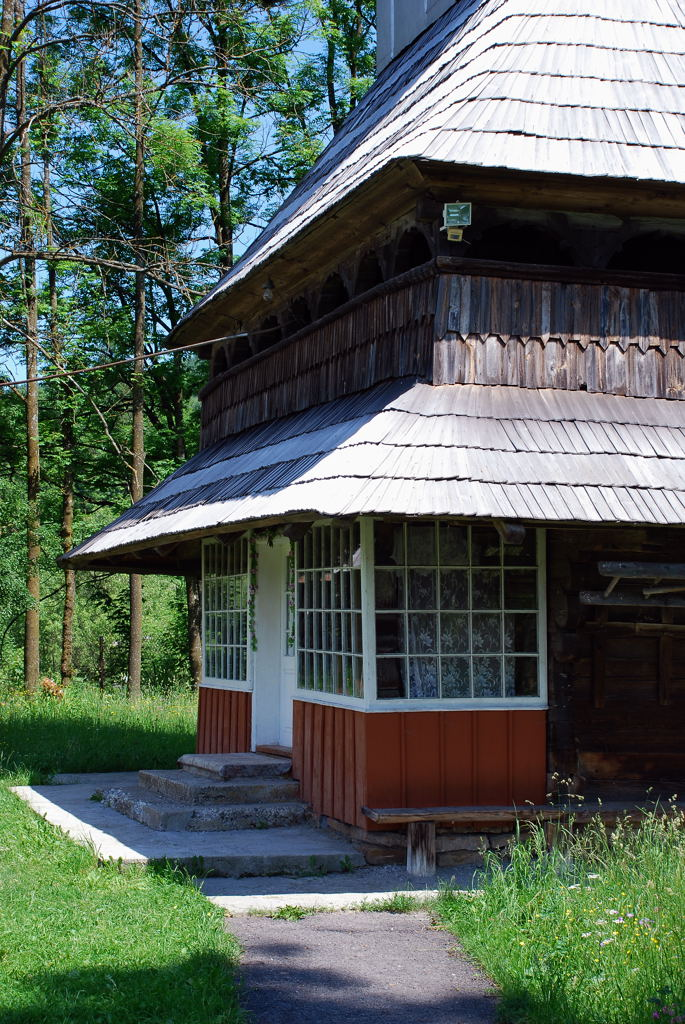
Západní část kostela
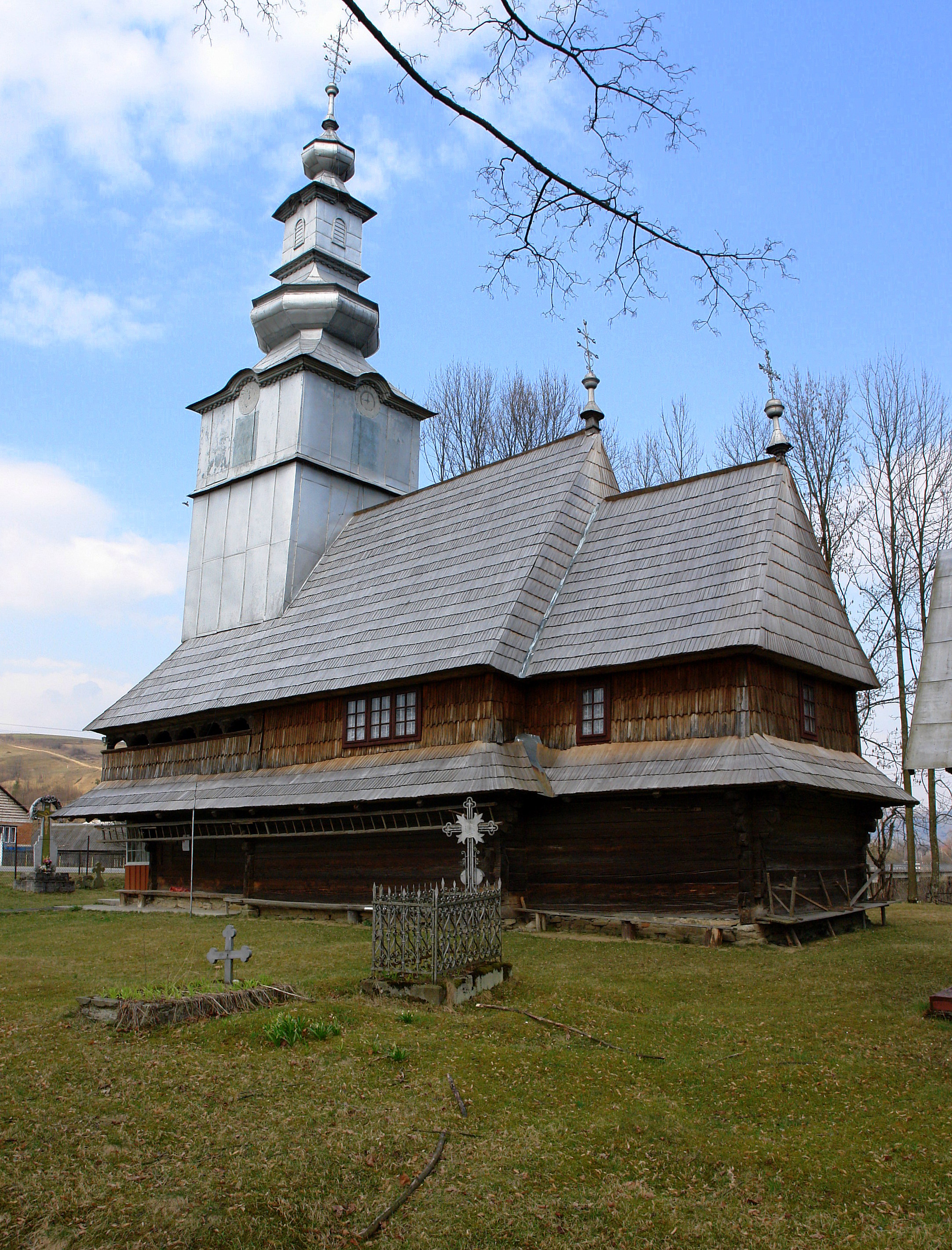
Kostel svatého Mikuláše
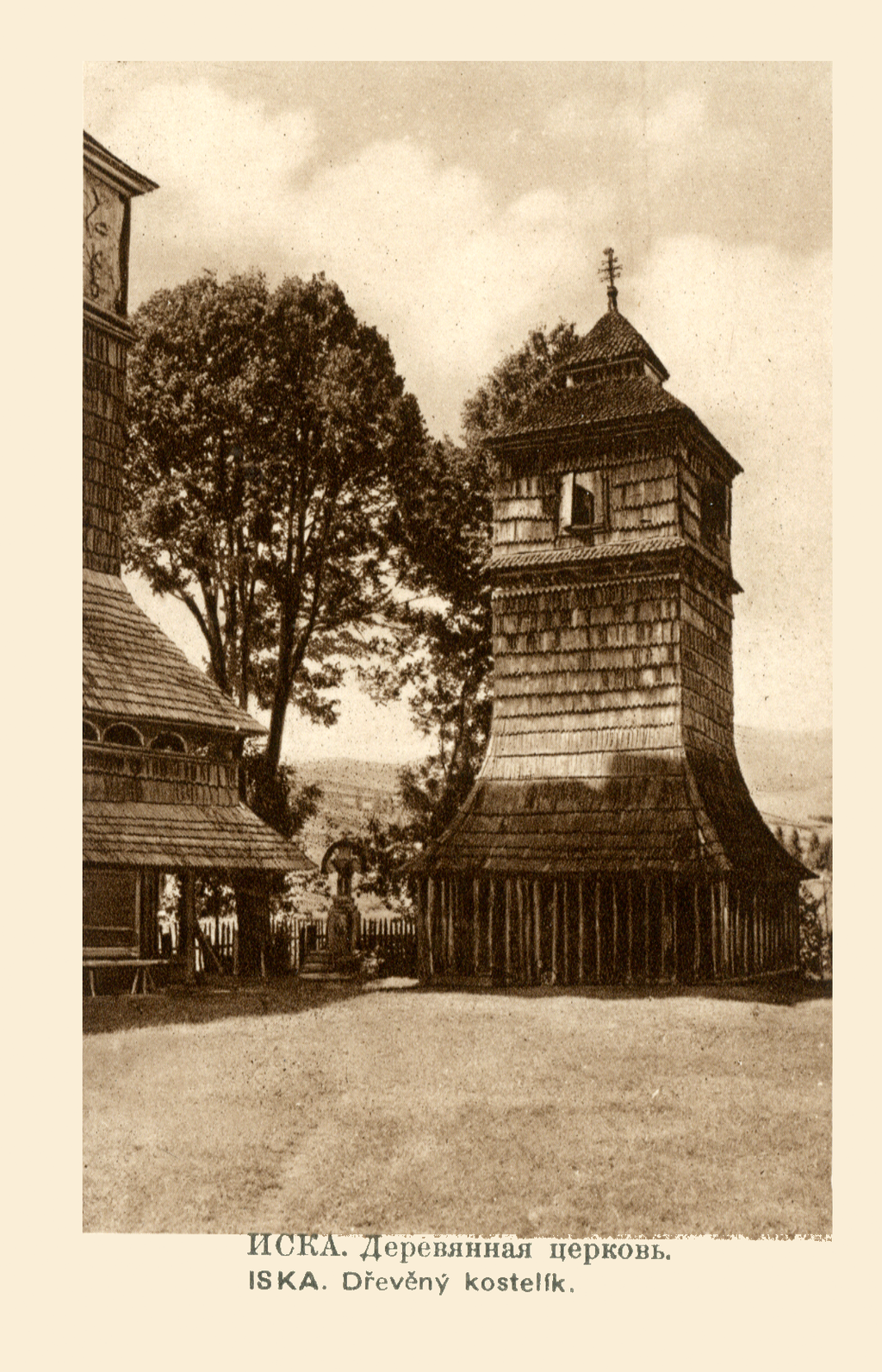
Historická pohlednice se zvonicí
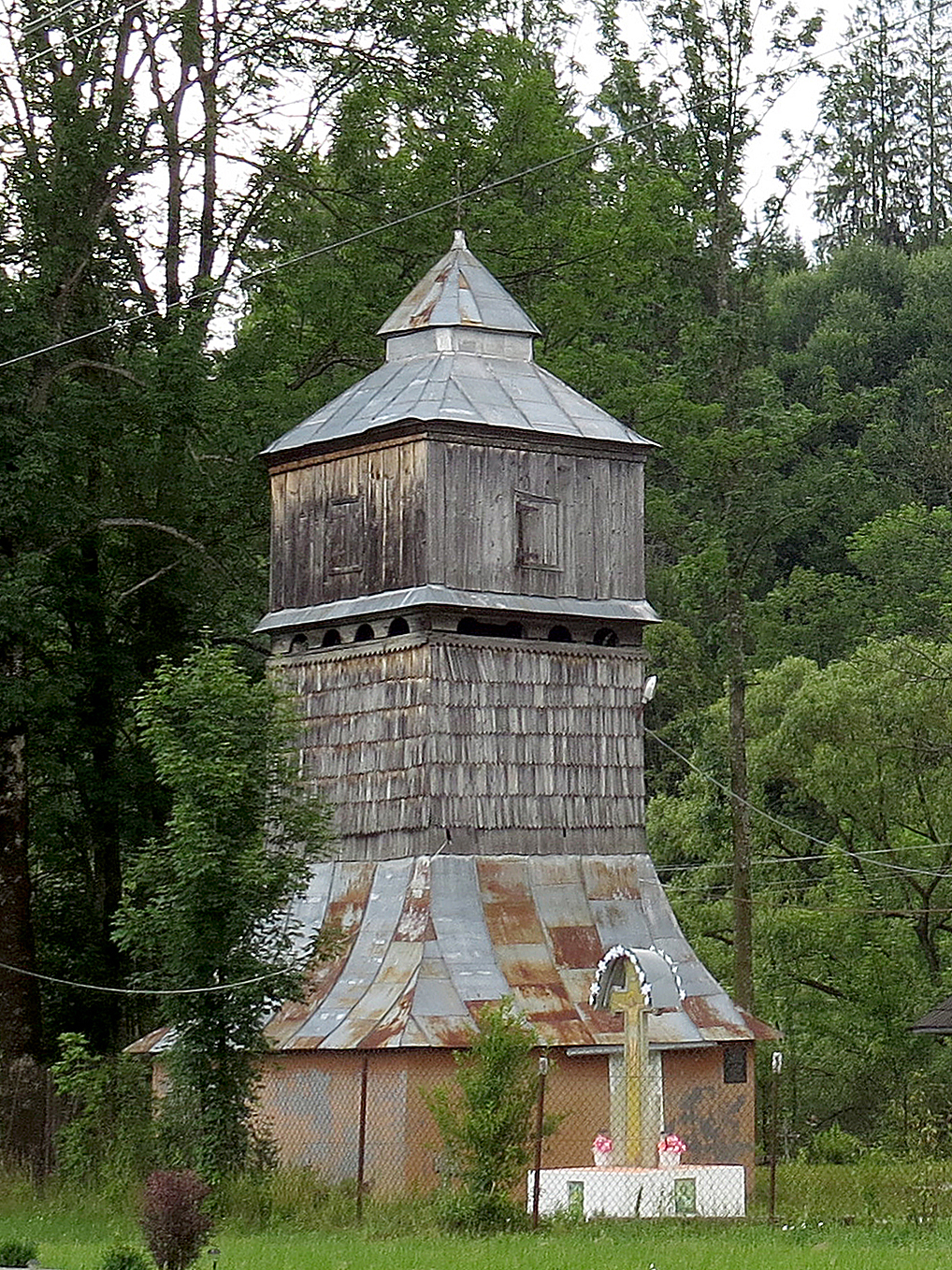
Zvonice
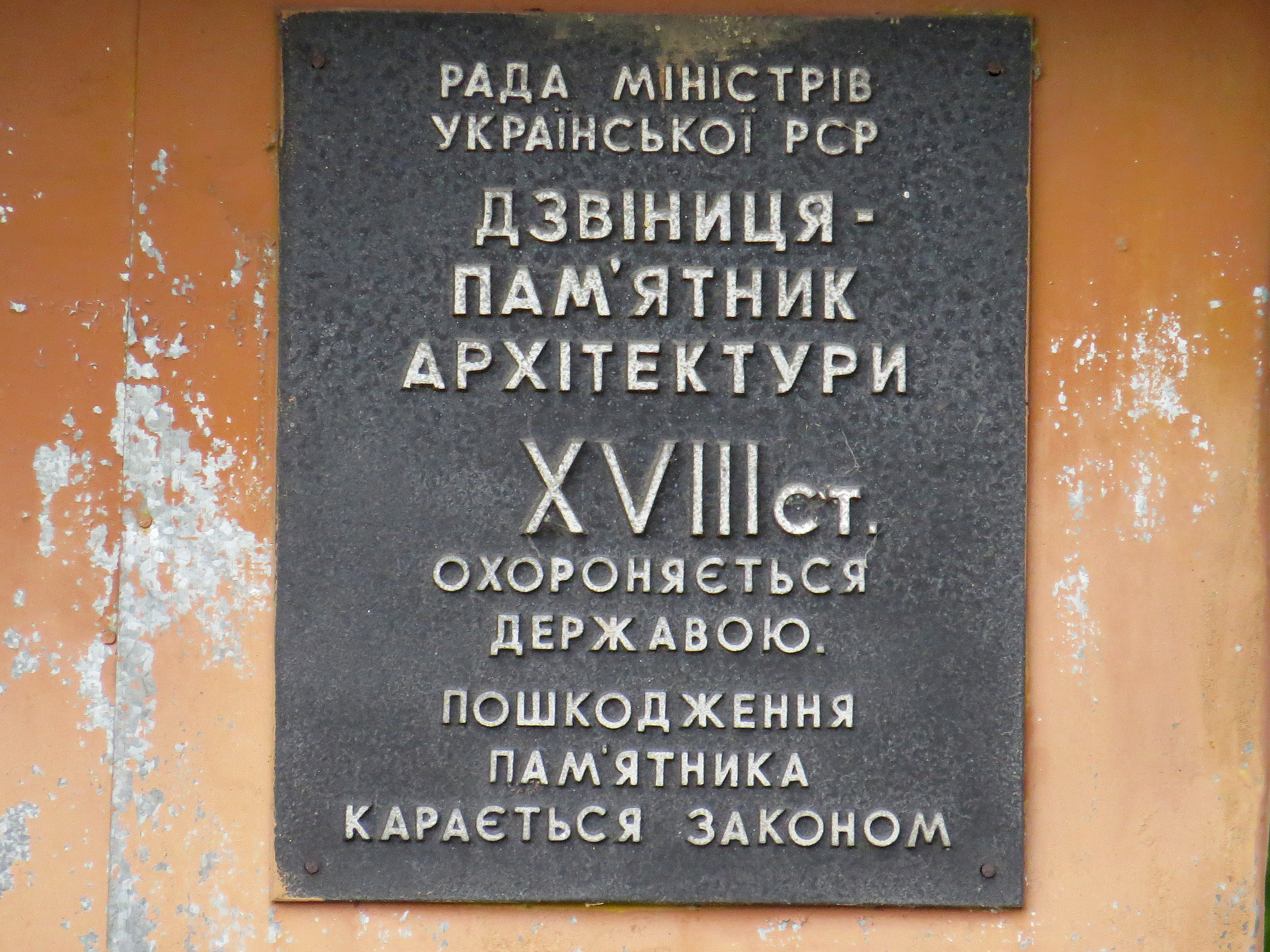
Památník architektury 18. století